# Leśnica (dopływ Dunajca)
Leśnica – potok w województwie małopolskim, dopływ Dunajca.
Wpływa do Dunajca w okolicy granic Ostrowska i Łopusznej, w miejscu o współrzędnych 49°28'34"N 20°06'52"E.